# Chamaedorea alternans
Chamaedorea alternans es una especie de palmera que se distribuye por México en Veracruz y Chiapas.

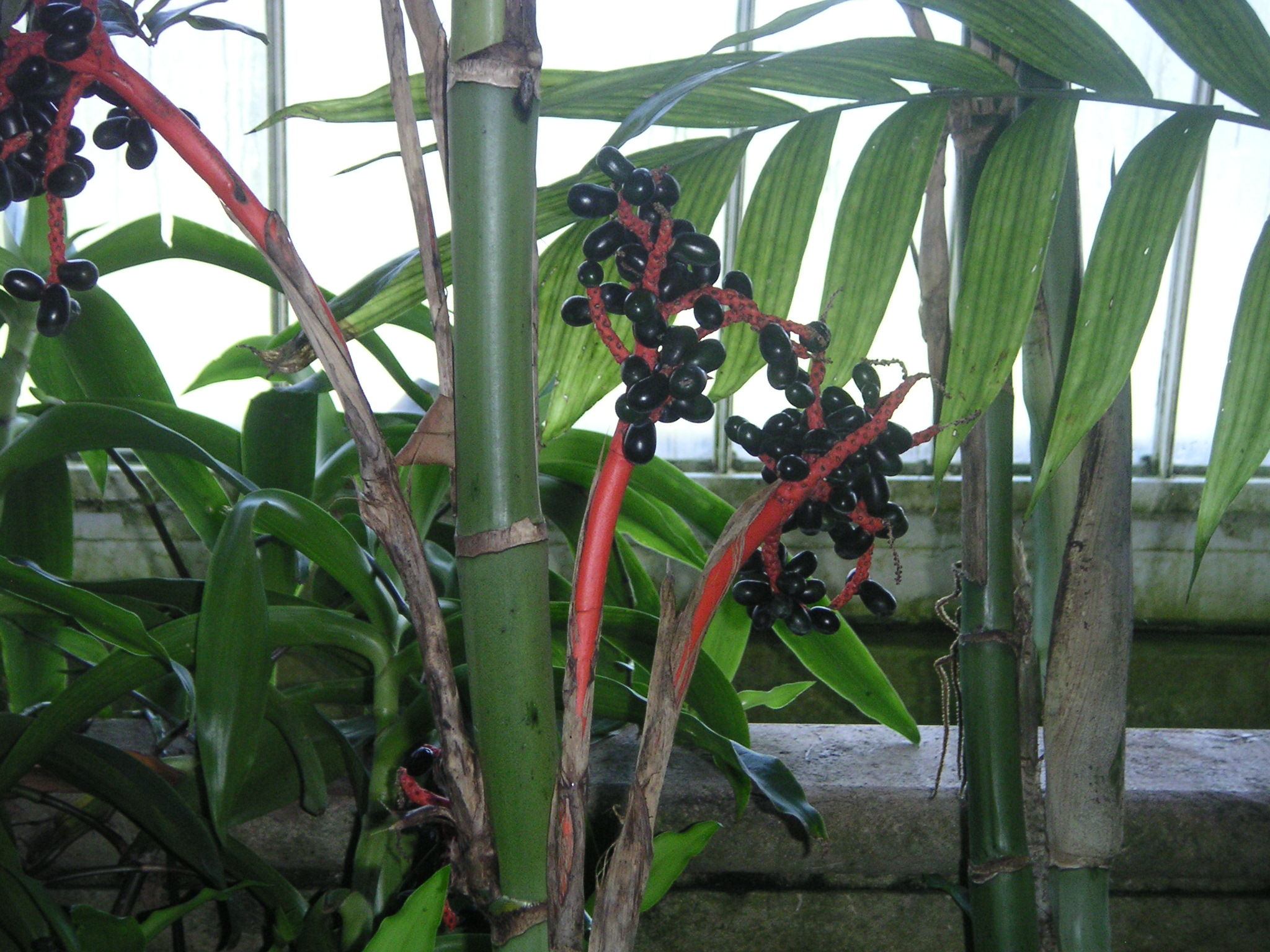
Vista de la planta

## Descripción
Son palmas solitarias con pocos tallos, erguidos, que alcanzan los 3 metros o más de altura y 3-4 cm de diámetro, de color verde claro, liso, con entrenudos 5-15 cm de largo, a menudo con raíces aéreas adventicias en la base. Las hojas pinnadas, de 1,75 m de largo, cubierta 45 cm de largo,  el margen de color marrón y harapiento; con pecíolo de 50 cm de largo. Las inflorescencias son infrafoliares, erectas, estaminadas y pistiladas 2-5 1-4 por nodo; pedúnculos 15-25 cm de largo, 1-1.5 cm de ancho en la base, de 5-8 mm de ancho en el ápice. Los frutos de 2 x 1 cm, elipsoides, de color negro.

## Taxonomía
Chamaedorea alternans fue descrita por Hermann Wendland y publicado en Gartenflora 29: 104–105, en el año 1880.
Etimología
Chamaedorea: nombre genérico que deriva de las palabras griegas: χαμαί (chamai), que significa "sobre el terreno", y δωρεά (dorea) , que significa "regalo", en referencia a las frutas fácilmente alcanzadas en la naturaleza por el bajo crecimiento de las plantas.
alternans, es un epíteto latino que significa alternancia, en referencia a las inflorescencias pistiladas que son solitarias y luego buscan pareja en los nodos alternos.
Sinonimia
- Nunnezharia alternans (H.Wendl.) Kuntze[6]